# Radulja
Radulja – rzeka w południowo-wschodniej Słowenii, blisko granicy z Chorwacją. Jest to lewy dopływ Krki, Mający długość 33 km i powierzchnie zlewni wynoszącą 118 km².

## Przebieg i opis

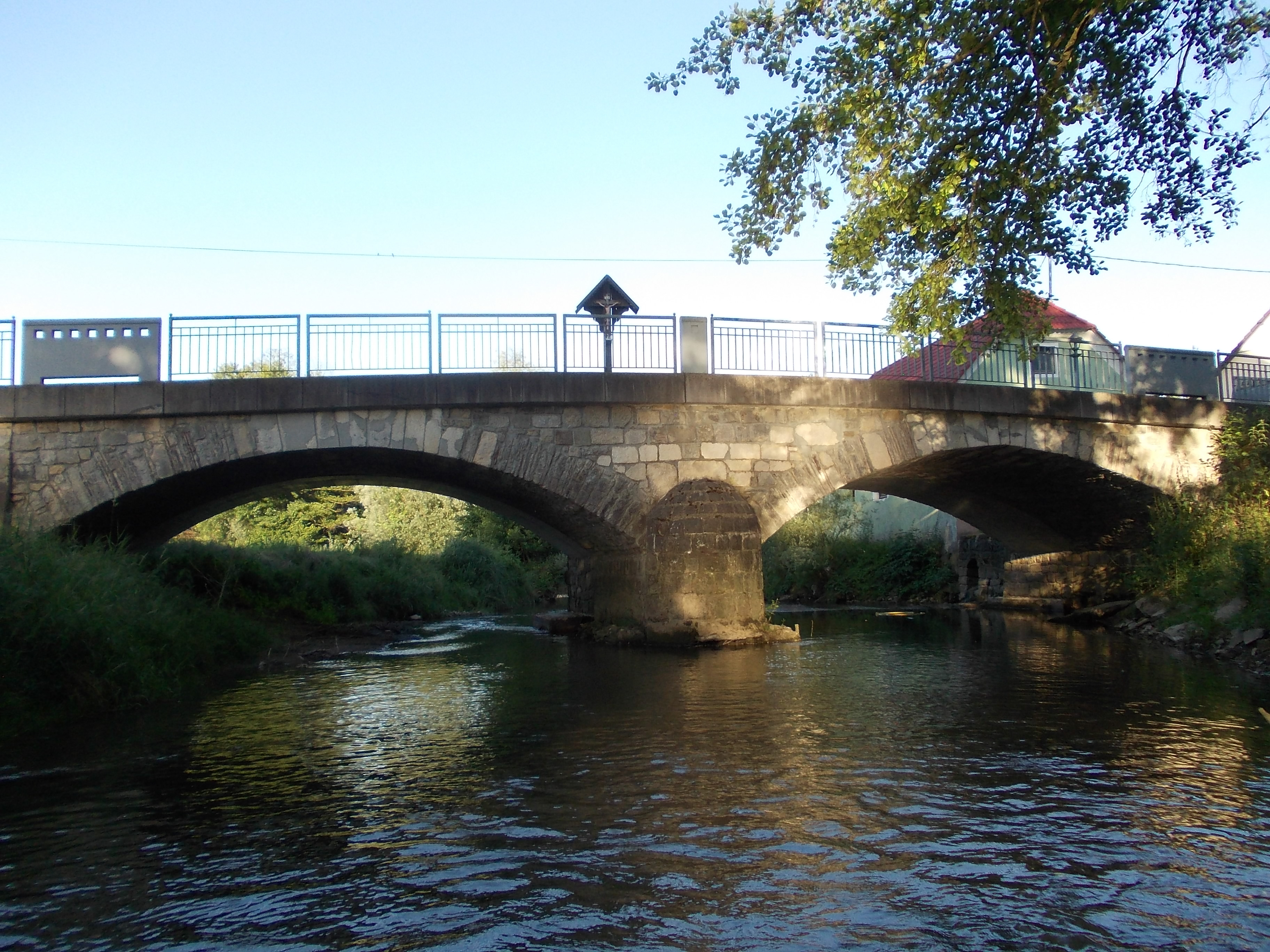
Rzeka Radulja we wsi Škocjan

Radulja zaczyna się jako mały potok między wsiami Rihpovec a Gorenje Zabukovje, w dalekim północno-zachodnim krańcu wzgórz Debenče na wysokości 510 m. n. p. m., gdzie początkowo płynie w kierunku wschodnim, lecz ponad kilometr dalej rzeka Radulja skręca w kierunek południowo-wschodni. Potok ma dość stromy spadek aż do wsi Bitnja vas, gdzie jego nurt zaczyna się uspokajać. W okolicach wsi Brezje pri Trebelnem rzeka ponownie skręca w kierunku wschodnim, gdzie przyjmuję liczne lewe i prawe potoki. Następnie potok wpływa do wąskiego deberu, na którym stoją pozostałości zamku Klevevž. W tym miejscu tworzy przełomowy wąwóz z kilkoma stromymi klifami i małymi wodospadami. W okolicach miejscowości Štatenberk do Radulji uchodzą kolejne potoki (największa z nich to Gostnica). Następnie rzeka zaczyna płynąć wolniej i dużymi zakolami. We wsi Velika Strmica rzeka drastycznie skręca w kierunku północnym i północno-zachodnim. We wsi Grič pri Klevevžu i w Zburach rzeka tworzy dwa zakola na około kilometr długości i kilometr szerokości. W miejscowości Škocjan rzeka przyjmuję największy jej dopływ i skręca na południe.
Rzeka w osadzie Dobruška vas przecina Autostradę A2 oraz następnie pięć kilometrów dalej w okolicach wsi Dobrava pri Škocjanu rzeka uchodzi do rzeki Krka.

## Ochrona przyrody
Część rzeki (13 km²) jest wpisana do programu Natura 2000, dolina rzeki jest siedliskiem dla ośmiu gatunków ryb, trzech gatunków bezkręgowców i czterech gatunków ssaków. W 2002 roku dolina rzeki niedaleko ujścia była jedynym znanym siedliskiem bobru europejskiego w Słowenii.